# Faringitis crónica
La faringitis crónica es un proceso inflamatorio que afecta a la faringe y es de larga duración, lo que lo distingue de la faringitis aguda.
Puede deberse a numerosas causas, algunas de las más frecuentes son el abuso en el consumo de tabaco o alcohol, enfermedades de la nariz que favorecen la respiración bucal, infección por estreptococo y reflujo faringo-laríngeo.
Los síntomas son variables, principalmente molestias en la orofaringe o hipofaringe que aumentan al hablar o durante la deglución. 
El tratamiento depende de la causa que la origine y su eficacia es limitada, es importante suprimir los factores irritativos como el tabaco y lograr una hidratación adecuada, el uso de antibióticos es ineficaz salvo en el caso, poco frecuente, de que exista infección crónica por streptococo. La visita al médico es imprescindible para valorar la afección, se debe evitar la automedicación.

## Formas clínicas
Dependiendo del aspecto que adopta la mucosa de la faringe durante la exploración médica, se distinguen cuatro formas:
- Congestiva, simple o catarral: La faringe está enrojecida y la mucosa engrosada y cubierta por una capa blanquecina que forma regueros en los pliegues.
- Purulenta o  mucopurulenta: Se caracteriza por la existencia de mucosidad que recubre una faringe congestiva.
- Atrófica: La mucosa es lisa y seca.
- Hipertrófica:  La mucosa adopta un aspecto  granuloso e hipertrófico.